# Phoenix Film Critics Society Awards 2006
Na 7. ročníku udílení cen Phoenix Film Critics Society Awards byly předány ceny v těchto kategoriích dne 19. prosince 2006.

## Vítězové
Nejlepší film: Let číslo 93

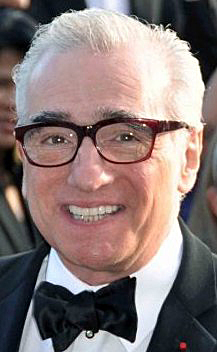
Martin Scorsese, vítěz v kategorii nejlepší režisér

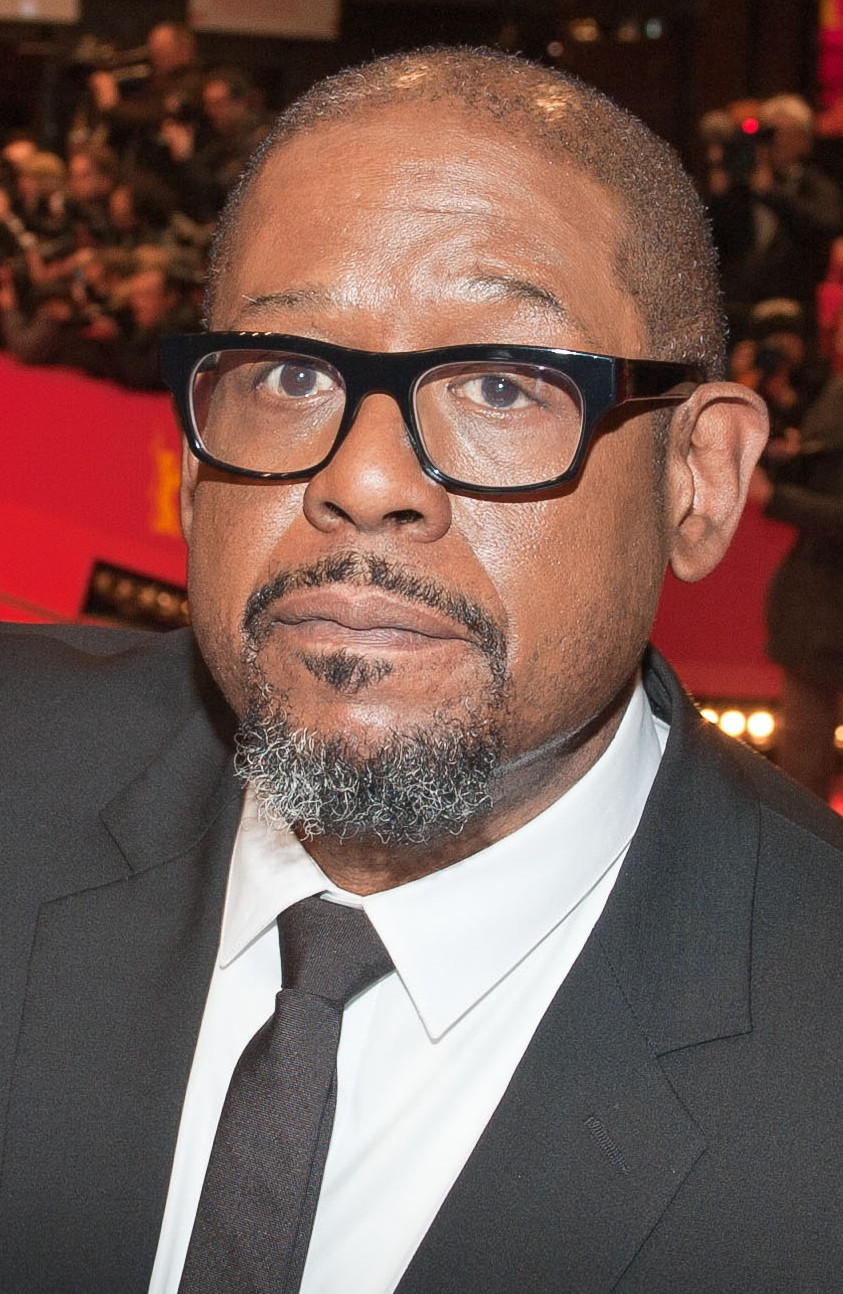
Forest Whitaker, vítěz v kategorii nejlepší mužský herecký výkon v hlavní roli

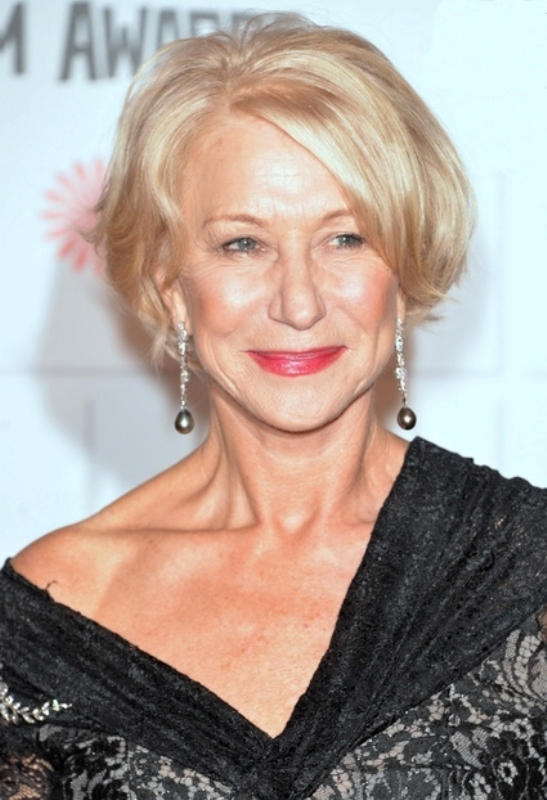
Helen Mirren, vítězka v kategorii nejlepší ženský herecký výkon v hlavní roli

Nejlepší režisér: Martin Scorsese – Skrytá identita
Nejlepší původní scénář: Michael Arndt – Malá Miss Sunshine
Nejlepší adaptovaný scénář: William Monahan – Skrytá identita
Nejlepší mužský herecký výkon v hlavní roli: Forest Whitaker – Poslední skotský král
Nejlepší ženský herecký výkon v hlavní roli: Helen Mirren – Královna
Nejlepší mužský herecký výkon ve vedlejší roli: Jack Nicholson – Skrytá identita
Nejlepší ženský herecký výkon ve vedlejší roli: Cate Blanchett – Zápisky o skandálu
Nejlepší obsazení: Malá Miss Sunshine
Nejlepší kamera: Dean Semler – Apocalypto
Nejlepší střih: Thelma Schoonmaker – Skrytá identita
Nejlepší použití hudby: Dreamgirls
Nejlepší výprava: K. K. Barrett –  Marie Antoinetta
Nejlepší kostýmy: Milena Canonero – Marie Antoinetta
Nejlepší vizuální efekty: Superman se vrací
Nejlepší dokument: Nepříjemná pravda
Nejlepší animovaný film: Spláchnutej
Nejlepší rodinný film: Šarlotina pavučinka
Nejlepší cizojazyčný film: Dopisy z Iwo Jimy
Nejlepší kaskadérský tým: Casino Royale
Nejlepší výkon mladé herečky : Abigail Breslin – Malá Miss Sunshine
Nejlepší výkon mladého herce: Jaden Smith – Štěstí na dosah
Objev roku před kamerou: Jennifer Hudson – Dreamgirls
Objev roku za kamerou: Emilio Estavez –  Bobby
Nejvíce přehlížený film: V pasti